# Tecumseh (Michigan)
Tecumseh est une ville du comté de Lenawee, dans l'État du Michigan, aux États-Unis. En 2020, sa population était de 8 680 habitants.